# 卫匡国

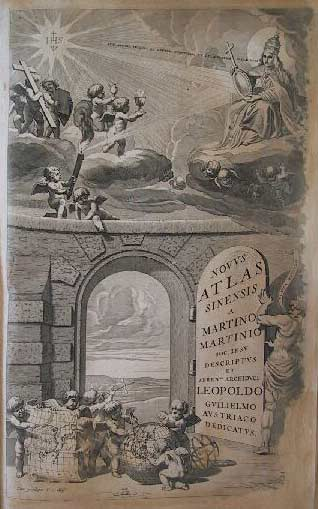
卫匡国著作《中國新地圖志》封面

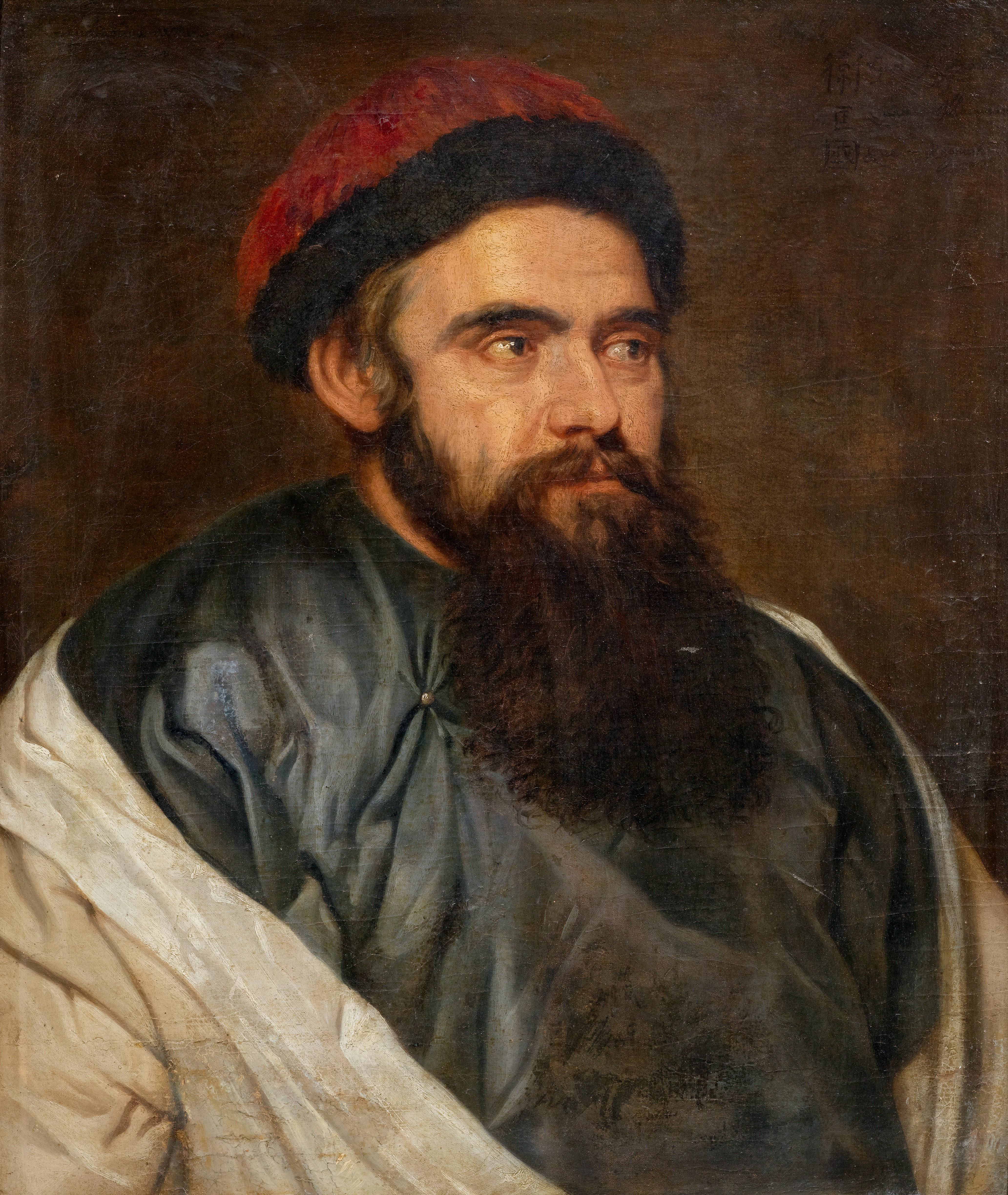
衛匡國畫像

卫匡国，原名馬提諾·马尔蒂尼（義大利語：Martino Martini，1614年9月20日—1661年6月6日），天主教耶稣会意大利籍传教士，汉学家。“卫匡国”是其漢名。

## 生平
出生于意大利特伦托。1643年夏抵达澳门，1650年春到北京，曾觐见顺治帝。当年又受耶稣会中国传教团委派，赴罗马教廷陈述耶稣会关于「中国礼仪之争」的见解，並將當時明清戰爭的記錄帶往歐洲。後來1657年4月动身返回中国，同行还有南怀仁等16名耶稣会传教士。1659年6月抵达杭州，1661年6月6日因霍乱于當地逝。

## 著作
著有《中国新地图志》、《中国上古历史》、《鞑靼战纪》、《中国耶稣会教士纪略》、《汉语语法》、《逑友篇》。在欧洲掀起中国礼仪问题争论的奠基者之一。

## 墓地

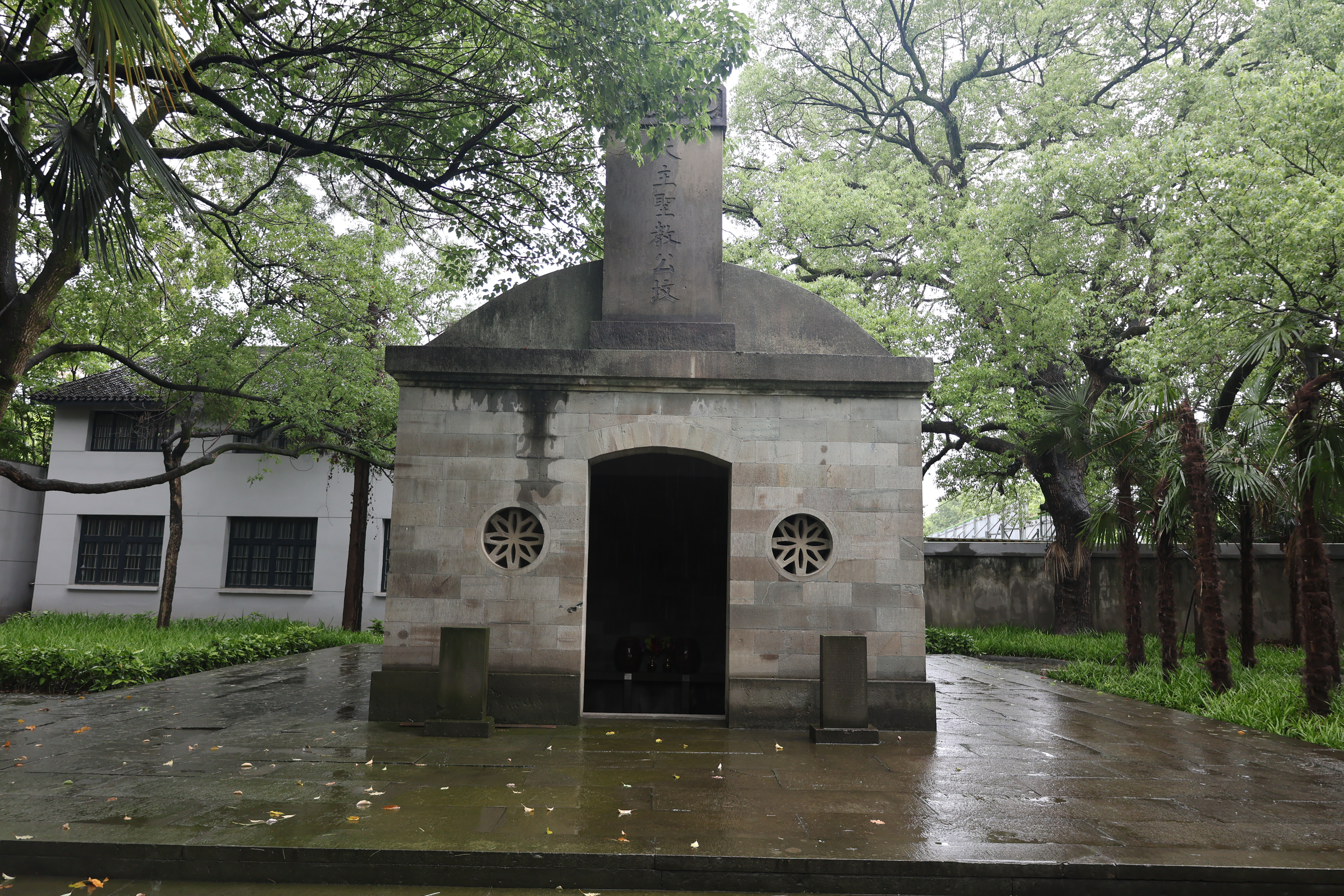
位於杭州的衛匡國墓

卫匡国墓是浙江省文物保护单位。位于杭州市西湖区留下老东岳大方井（今西溪路新凉亭西湖啤酒厂西侧，青春宝东侧）天主教司铎公墓之中。